# Континентален климат
Континенталният климат е тип климат, характеризиращ се със значителна годишна температурна амплитуда, горещо лято, студена зима и умерено количество валежи. Той се среща най-вече при средните географски ширини (40 – 55°), където преобладаващите ветрове духат над сушата, а температурите не се уравновесяват от големи водоеми. Континенталният климат се наблюдава най-вече в Северното полукълбо, където има големи области суша в умерените пояси, които са нужни за развиването на този тип климат. По-голямата част от северен и североизточен Китай, източните и югоизточните части на Европа, централна и югоизточна Канада и централните и североизточните части на САЩ имат такъв климат.
При континенталния климат количеството на валежите е умерено и концентрирано основно през по-топлите месеци. Само в някои области (планините на Тихоокеанския Северозапад на Америка, части от Иран, Ирак, Турция, Афганистан, Пакистан и Централна Азия) има максимум на валежите през зимните месеци. Част от годишните валежи падат под формата на сняг, чиято покривка остава на земята повече от месец. Летата на местата с континентален климат могат да включват гръмотевични бури и чести горещини. Все пак, лятното време е по-стабилно, отколкото зимното.

## Пролет и есен
Времето на настъпване на пролетните или есенните температури може значително да варира в зависимост от географската ширина и/или надморската височина. Например, пролетта може да настъпи още в началото на март в по-южните части, докато в по-северните може да настъпи чак към края на май. Средногодишните валежи обикновено са между 600 и 1200 mm.

## Класификация
Повечето области с континентален климат в климатичната класификация на Кьопен се обозначават като Dfa, Dwa (студена много суха зима, горещо лято,) или Dfb, Dwb (студена суха зима, топло лято). Континенталният климат със сухо лято (Dsa, Dsb) се среща при висока надморска височина около средиземноморски климат. Определението на климата според температурата е следното: средната температура през най-студения месец трябва да е под 0 °C и трябва да има поне четири месеца със средна температура над 10 °C.

## Климатология
Континентален климат съществува там, където студени въздушни маси нахлуват през зимата, а топли въздушни маси се образуват през лятото под влияние на слънчевите лъчи и дългите дни. По правило, такива места се намират далеч от уравновесяващия ефект на океаните (например, Омаха (Небраска, САЩ) и Казан (Татарстан, Русия)) или са разположени така, че преобладаващите ветрове да духат към морето. Такива региони се затоплят значително през лятото, достигайки температури, които са характерни за тропичните климати, но са по-студени от другите климати на същата географска ширина през зимата.

## Съседни климати
В климатичната класификация на Кьопен континенталния климат преминава към умерен пояс към Екватора, където зимите са по-леки, и към полупостунен климат, където валежите са недостатъчни за висока растителност. В Европа континенталният климат може да премине в океански климат, при който влиянието на хладни океански въздушни маси се забелязва все повече на запад. Субполярният климат, включващ много студени, дълги и сухи зими, но с топли лета, може да се счита за подтип на континенталния климат, условно наричан свръхконтинентален. Такъв климат се наблюдава в Якутия, където годишната температурна амплитуда достига своя максимум.